# Acanthephippium splendidum
Acanthephippium splendidum är en orkidéart som beskrevs av Johannes Jacobus Smith. Acanthephippium splendidum ingår i släktet Acanthephippium och familjen orkidéer. Inga underarter finns listade i Catalogue of Life.